# Liste der Monuments historiques in Rouvres-sous-Meilly
Die Liste der Monuments historiques in Rouvres-sous-Meilly führt die Monuments historiques in der französischen Gemeinde Rouvres-sous-Meilly auf.

## Liste der Immobilien
| Bezeichnung      | Beschreibung | Standort                  | Kennzeichnung | Schutzstatus | Datum | Bild           |
| ---------------- | --- | ------------------------- | ------------- | ------------ | ----- | -------------- |
| Kirche St-Aignan | Chorraum und Teile des Kirchenschiffs vom Ende des 15. Jahrhunderts, Turm und Seitenschiffe zwischen 1859 und 1862 erbaut, Architekt Henri Degré | Allée des Platanes (Lage) | PA00112534    | Inscrit      | 1927  | weitere Bilder |

## Liste der Objekte
| Bezeichnung                                | Beschreibung                                                 | Standort                       | Kennzeichnung | Schutzstatus | Datum | Bild |
| ------------------------------------------ | ------------------------------------------------------------ | ------------------------------ | ------------- | ------------ | ----- | ---- |
| Wandgemälde Gregoriusmesse                 | um 1500, Ende des 19. Jahrhunderts vereinfachend restauriert | in der Kirche St-Aignan (Lage) | PM21001451    | Classé       | 1913  |      |
| Grabstein für Jean und Charles de la Pallu | Kalkstein, bezeichnet 1594 und 1616                          | in der Kirche St-Aignan (Lage) | PM21001452    | Classé       | 1913  |      |
| Skulptur Madonna mit Kind (1)              | Kalkstein, farbig gefasst, 15. Jahrhundert                   | in der Kirche St-Aignan (Lage) | PM21001453    | Classé       | 1916  |      |
| Skulptur Madonna mit Kind (2)              | Kalkstein, farbig gefasst, 15. Jahrhundert                   | in der Kirche St-Aignan (Lage) | PM21001454    | Classé       | 1919  |      |
| Skulptur Heilige Margaretha                | Kalkstein, farbig gefasst, 16. Jahrhundert                   | in der Kirche St-Aignan (Lage) | PM21001455    | Classé       | 1919  |      |
| Skulptur eines Bischofs mit Stifterfigur   | Kalkstein, farbig gefasst, 15. Jahrhundert                   | in der Kirche St-Aignan (Lage) | PM21001456    | Classé       | 1938  |      |
| Skulptur eines Bischofs                    | Kalkstein, farbig gefasst, 16. Jahrhundert                   | in der Kirche St-Aignan (Lage) | PM21001457    | Classé       |       |      |
| Skulptur Heiliger Fiacrius                 | Kalkstein, farbig gefasst, 15. Jahrhundert                   | in der Kirche St-Aignan (Lage) | PM21001460    | Classé       | 1960  |      |
| Glocke Adèle                               | Bronze, 1860 gegossen                                        | in der Kirche St-Aignan (Lage) | PM21001458    | Classé       | 1943  |      |
| Glocke Zoé                                 | Bronze, 1860 gegossen                                        | in der Kirche St-Aignan (Lage) | PM21001459    | Classé       | 1943  |      |